# Fernand Choquette
Fernand Choquette, né le 27 octobre 1895 à Montmagny et mort le 19 janvier 1975 à Québec, est un avocat, professeur et homme politique québécois.

## Biographie
Né à Montmagny le 27 octobre 1895, Fernand Choquette est le fils de Marie Bender et de l'avocat, juge et homme politique Philippe-Auguste Choquette. Il est le père de Marc, Marguerite, Pierre et Auguste Choquette. Ce dernier sera aussi avocat et homme politique.
Fernand Choquette est également le neveu de l'écrivain, homme politique, journaliste et médecin Ernest Choquette, grand-père du futur ministre de la Justice du Québec Jérôme Choquette.
Il fait des études au Séminaire de Québec, au Séminaire de Saint-Hyacinthe et à l'Université Laval. Il est admis au Barreau du Québec le 4 juillet 1918. Il exerce sa profession à Québec. Il est professeur de droit civil à l'Université Laval de 1933 à 1957.
Il est député du Parti libéral dans Montmagny de 1939 à 1948. Après sa carrière politique, il devient juge à la Cour supérieure du Québec (1950-1956) puis à la Cour du banc de la Reine (1956-1970).

## Distinctions
- 1972 :  Compagnon de l'Ordre du Canada[2]